# Río Samborombón
Le río Samborombón est un petit fleuve argentin, qui naît dans le partido de San Vicente, dans la province de Buenos Aires.
C'est un fleuve de plaine typique, avec une déclivité extrêmement faible. Il parcourt d'ouest en est le nord de la province de Buenos Aires, au nord et parallèlement au río Salado, sur une distance d'à peu près 100 kilomètres, et se jette dans la baie de Samborombón, dans la mer d'Argentine, portion de l'océan Atlantique. 
Son parcours très court et l'exigüité de son bassin ne lui donnent qu'un faible débit, surtout en période sèche. Cependant, il devient très abondant par temps de pluies et peut alors causer de fortes inondations.
Son bassin s'étend sur 11 510 km2 entre celui du río de la Plata au nord et celui du río Salado au sud.